# Jean-François Lecomte
Jean-François Lecomte (Huy, 17 november 1968) is een voormalig Belgisch voetballer die actief was als doelman. In totaal speelde hij 115 wedstrijden in de Eerste klasse. Van 2008 tot 2010 was hij keeperstrainer bij Standard Luik.

## Carrière

### Speler
Jean-François Lecomte begon als doelman op het hoogste niveau bij Club Luik in 1990. In zijn eerste seizoen stootte de club door naar de kwartfinale van de Europacup II, waarin het werd uitgeschakeld door het Italiaanse Juventus.
In 1995 eindigde Club Luik op een teleurstellende laatste plaats in het klassement. De club ging een fusie met Tilleur FC aan, hoewel de KBVB dit niet goedkeurde. In 1997 trok Lecomte naar Sint-Truiden VV, waar hij in de schaduw bleef van de drie jaar jongere Dusan Belic. Na twee seizoenen hield hij het voor bekeken en verhuisde naar R. Charleroi SC.
Ook daar kwam hij bijna nooit van de bank. Istvan Dudas was de ongenaakbare nummer 1 in het doel en Lecomte kreeg er in zijn tweede seizoen zelfs nog de concurrentie van de jonge Olivier Renard bij. In 2001 zei hij Mambourg vaarwel en belandde hij bij La Louvière, dat een jaar eerder gepromoveerd was naar de Eerste Klasse. Daar kreeg hij meer speelkansen, maar een seizoen later moest hij plaatsmaken voor Jan Van Steenberghe, de gewezen derde doelman van RSC Anderlecht.
De ondertussen 35-jarige keeper begon zijn carrière af te bouwen en trok naar het kleinere RCS Verviétois, waar hij één seizoen speelde alvorens naar La Calamine te gaan. Daar bleef hij nog twee jaar voetballen. In 2006 stopte hij definitief met voetballen.

### Trainer
Reeds tijdens zijn spelerscarrière was Lecomte aan de slag gegaan als keeperstrainer. Zo was hij tijdens zijn periode bij La Louvière ook keeperstrainer. Hij werkte toen samen met onder meer Ariël Jacobs. Nadien werd hij even assistent-coach bij voetbalclub RRC Hamoir.
In juni 2008 werd hij aangesteld als de opvolger van Jorge Veloso, de keeperstrainer van Standard Luik. Voordien gaf hij ook al specifieke training aan de keepers van Standard. In 2010, in de aanloop naar het nieuwe voetbalseizoen, werd Lecomte vervangen door Hans Galjé.